# Agalychnis danieli
Espèce
Synonymes
- Phyllomedusa danieli Ruíz-Carranza, Hernández-Camacho & Rueda-Almonacid, 1988
- Hylomantis danieli (Ruíz-Carranza, Hernández-Camacho & Rueda-Almonacid, 1988)

Statut de conservation UICN

 DD  : Données insuffisantes
Agalychnis danieli est une espèce d'amphibiens de la famille des Phyllomedusidae.

## Répartition
Cette espèce est endémique du département d'Antioquia en Colombie. Elle se rencontre à Frontino vers 1 640 m d'altitude sur le versant Ouest de la cordillère Occidentale.

## Étymologie
Cette espèce est nommée en l'honneur du frère Daniel González Patiño (1909–1988).

## Publication originale
- Ruíz-Carranza, Hernández-Camacho & Rueda-Almonacid, 1988 : Una nueva especie de Phyllomedusa Wagler, 1830 (Amphibia: Anura: Hylidae) del noreste de Colombia. Trianea (Acta Científica y Tecnológica Inderena), vol. 2, p. 373-382.